# Chiesa di Santa Maria del Suffragio (Aci Catena)
La chiesa di Santa Maria del Suffragio (precedentemente chiesa dei Santi Elena e Costantino) è una chiesa di Aci Catena, nella città metropolitana di Catania.

## Storia
La chiesa esisteva prima del 1572, quando vi fu fondata la confraternita del Suffragio. Dopo tale occasione prese il nome popolare di "chiesa dei Morti" e ufficialmente la dedica a "Santa Maria del Suffragio".
Dal 1586 al 1597 fu la prima parrocchia di Aci Catena, e fu poi sostituita dall'attuale chiesa matrice e santuario di Santa Maria della Catena.

## Descrizione

### Interno
All’interno della Chiesa vi sono altari di marmo ad intarsi tipici della zona, ognuno di questi è sormontato da un dipinto e alla base è posta un’immagine che lo richiama: abbiamo un originale di Paolo Vasta raffigurante la Madonna Addolorata, in corrispondenza di questo alla base dell’altare vi è un cuore trafitto ed una scritta che lo richiama “VIDETE, SIEST DOLOR. SICUT DOLOR MEUS.”; venne ridisegnata la spada sul dipinto originale per poi aggiungerla nuovamente in argento. Nell’altarino sotto il quadro di San Vincenzo è raffigurato un fuoco rappresentato anche nel quadro; la tela di San Pietro, invece, ha come emblema il simbolo papale. Vi è inoltre il quadro dei Santi Elena e Costantino, imperatore romano e la madre a suo tempo anche lei imperatrice. Costantino era una dei persecutori dei cristiani, successivamente convertito al cristianesimo. Il quadro ai due dedicato “In hoc signo vinces” è anonimo.
Abbiamo anche il quadro delle Anime del Purgatorio e una riproduzione fotografica su tela di Donato Richard di Francoforte del 1769; le tele di San Vincenzo e San Pietro di un pittore anonimo, restaurate nel 2010.
Sotto l’altare principale è posto un medaglione, la cui patina è un bassorilievo in rame. Sull’altare è possibile notare scritte e segni poiché esso è stato composto per assemblaggio di lapidi funerarie; a terra vi è inoltre un’altra lapide, originariamente collocata su parete. Sul pavimento, nella zona centrale, è posta una lastra removibile, anticamente utilizzata come botola per l’accesso alle catacombe, nelle quali oggi si conservano solo delle nicchie, le salme sono state tolte. Il simbolo al centro della botola è quello della diocesi poiché è lo stesso ancora oggi.

## Confraternita dei Santi Elena e Costantino
La confraternita, detta anche "del Purgatorio" o "del Suffragio", nacque l'8 aprile del 1572 su proposta del predicatore, padre Fabio Carminato e successivamente venne aggregata alla Chiesa di Roma. L'esistenza della confraternita, con riunioni il sabato notte, è attestata nel resoconto di una visita pastorale del 1634. In un documento della "corte spirituale" della chiesa madre di San Filippo di Agira di Aci San Filippo, alla confraternita venne assegnato il quinto posto nelle processioni.
Il consiglio direttivo fu in origine costituito da sei membri, che furono poi ridotti a quattro (governatore, primo assistente, secondo assistente, cassiere). L'abito comprendeva una mozzetta di gallone giallo (o nera di velluto con fregi d’oro per i componenti del consiglio direttivo), un cappuccio bianco (dorato solo per il governatore), una corona di spine, un medaglione appeso al collo e un bastone di legno (di metallo per i membri del consiglio direttivo e rivestito d’argento per il governatore).
Furono governatori della confraternita diversi membri della famiglia Rossi e dei principi Reggio di Campofiorito.
La confraternita possiede l'archivio di tutta l'antica corrispondenza e dei bilanci, uno stendardo, una cappella cimiteriale e una statua seicentesca del Cristo morto con le braccia removibili per l'utilizzo durante la settimana santa (restaurata nel 2001), con la sua portantina.